# Stefan Mees
Stefan Mees (* 10. Juli 1969) ist ein ehemaliger deutscher Fußballspieler. Er absolvierte Anfang der 1990er Jahre sieben Spiele für den Karlsruher SC in der Bundesliga auf der Position eines Angreifers.
Mees spielte in der Jugend für den Landesligisten TB Jahn Zeiskam. 1990 wurde er vom Karlsruher SC unter dem Trainer Winfried Schäfer angeworben. Der tief religiöse Mees fühlte sich fremd im Profigeschäft und kam über die Position eines Dauerreservisten nicht hinaus. Seine Stunde schlug am Ende der Saison 1991/92, als sich viele Angreifer des KSC verletzten, Mees groß auftrumpfte und sogar ein Angebot von Uli Hoeneß bekam, zum FC Bayern München zu wechseln. Doch Mees, der die Bundesliga als „Tretmühle“ bezeichnete, beendete seine Karriere und ging stattdessen ein halbes Jahr in das Kloster der Selbitzer Christusbruderschaft. Obwohl diese Entscheidung für Aufsehen sorgte, sagte Mees später: „Es ist eine Zeit, an die ich immer wieder gerne zurückdenke. Ich bin ausgeglichener und selbstbewusster geworden.“ Nach dem Aufenthalt im Kloster überlegte er zunächst, doch wieder in den Profifußball zurückzukehren, entschied sich aber schließlich dagegen und spielte noch einige Jahre in der Verbandsliga für seinen Heimatverein Jahn Zeiskam.
Mees lebt zusammen mit seiner Ehefrau Friederike und den beiden Söhnen. Er engagiert sich in der protestantischen Kirchengemeinde und organisiert Gottesdienste für junge Familien. Zusammen mit Freunden betreibt der gelernte Steuerfachgehilfe eine Finanzberatungsfirma.